# Dr.チョコレート
『Dr.チョコレート』（ドクターチョコレート）は、2023年4月22日から6月24日まで日本テレビ系「土曜ドラマ」枠で放送されたテレビドラマ。主演は坂口健太郎。
ワケあり患者の命を現金1億円、秘密保持契約、そしてチョコレートで救う天才外科医チームの姿を描く。
本作の放送にあたり、坂口は4月期の本作と7月期の日曜ドラマ『CODE-願いの代償-』の2作で2クール連続で同局系のドラマに主演することが告知されている。
作中に登場するDr.チョコレートの報酬のチョコレートは、実在するパティスリーや菓子メーカーの商品が実名で登場した。

## あらすじ

### 第1話
謎の天才外科医・Dr.チョコレートこと10才の少女・寺嶋唯と彼女の代理人・Teacherこと野田哲也は、2年前、唯の両親を爆破事故に偽装し殺害した黒幕の手がかりを掴むため闇医療に従事していたシンガポールから帰国する。哲也は唯が選抜した優秀な医療従事者であるオペ看護師のうなぎ、麻酔科医の残高、臨床工学技士のギルベルト、オペ看護師の足湯、放射線技師のお笑い、臨床検査技師の出川の6名をスカウトし、医療スペシャリスト集団・チョコレートカンパニーを結成する。すると哲也に、議員秘書の登戸龍彦から、脳内出血で意識を失った民自党総裁選を控える父・登戸龍男のオペ依頼が舞い込む。チョコレートカンパニーは早速、龍男のオペに取り掛かるが、そこに哲也と接触を図ったDr.チョコレートの正体を追う東都新聞のエース記者・奥泉渚から、龍男が唯の両親を殺害する指示を出した黒幕であるとの連絡が入る。両親の仇である龍男の命を救うことを躊躇する唯であったが、哲也に「父ならば命を救っているはずだ」と諭され、高難度の手術を成功させ、彼の命を救う。しかし、命を救われたはずの龍男が、自宅で首吊り遺体となり発見される。

### 第2話
登戸龍男が亡くなり、息子の達彦も行方不明となったことから、哲也は2年前に唯の両親を殺害した実行犯が暗躍していると考え、渚に唯が生存している情報を与え、その見返りに実行犯の素性を調査するよう依頼する。渚は目星をつけた百瀬組に接触を図るが、そこに現れたのは先日哲也に手術を依頼した、1億円も用意できないと思われた女性・百瀬杏樹であった。彼女は四代目組長で、元組員の沢入徹が唯の両親を殺害し、そのことで父親の三代目組長が彼を破門したが、逆上した沢入に父親が銃殺され、また最近、組が襲撃されるようになった事情を明かす。沢入を避けるため廃工場に立ち上げた百瀬組の仮設事務所で唯たちは杏樹を手術するが、そこに組の金庫に眠るある物を奪いに沢入が現れ、百瀬組の組員たちとの銃撃戦で弾丸が飛び交う中、杏樹の命を救う。唯は百瀬組に拘束された沢入の面通しを行い、彼が両親を殺害した男で間違いないと確認するが、銃撃戦を聞きつけて警察が現れたため退散する。沢入は警察に逮捕されるが、なぜか十分な取り調べを受けることなく、釈放されてしまう。

### 第3話
唯はお笑いが前説を務める人気ボーイズグループ・WORLD CLASSが出演する音楽番組の観覧に、カンパニーのメンバーたちとテレビ局に出かける。そのころ、哲也は出川から沢入の入れた二重螺旋のタトゥーと同じデザインのタトゥーシールをとあるタトゥーショップで購入したと明かされる。哲也は渚と共にそのショップを訪れると、め組のリーダーが入れたそのタトゥーと同じデザインのタトゥーを入れて欲しいと、複数名のめ組のメンバーが来店したことが判明する。しかしメンバーの名前が記された顧客リストは、沢入を調べるために取り上げた百瀬組の金庫から沢入が奪い去った後であった。WORLD CLASSのアンディが行方不明となったことから唯たちはテレビ局内を捜索すると、トイレの中で意識を失い倒れていたアンディを発見する。水頭症で脳が髄液で圧迫され一刻の猶予もないと診断した唯は、テレビ局内で在り合わせの道具をかき集め緊急オペを行い、彼の命を救う。タトゥーを調べる哲也たちの前に沢入が出現し哲也は彼を追跡するが、海王病院で見失い、その晩、渚から沢入が海王病院の医局長・北澤司郎と密会する写真が送られてくる。

### 第4話
海王病院を離れた北澤が唯の父・幸一の後任の医局長に就任し、沢入と密会していたことで、哲也は彼が唯の両親を殺害した黒幕ではと訝しむ。すると、その北澤から海王病院の大口スポンサー・橋爪政孝のすい臓がんを秘密裏に手術して欲しいと依頼が届く。がんを見逃した医療ミスの隠ぺいが目的で、過去に医療ミスを報告し大病院・御殿会病院を解雇されたうなぎは隠ぺいの加担を拒んだことから哲也は彼女を解雇し、唯の両親の殺害事件の情報提供を見返りに手術を引き受ける。容体が急変した橋爪をメンテナンスで停止してしまったエレベータの密室で緊急手術する状況になり、縫合用の糸の準備を足湯が忘れていたため唯たちはピンチを迎えるが、動き出したエレベータにうなぎが糸を持って現れ、彼女の的確な指示で、無事手術を終える。術後、北澤は幸一の死が自分の責任だと懺悔し涙したことから、黒幕の疑いが晴れ、橋爪にがんの見逃しを打ち明ける。哲也に頼まれた渚が御殿会病院の医療ミスと隠ぺい工作を報じ、隠ぺい問題は解決、うなぎはカンパニーに復帰する。記事の見返りに、渚は哲也に食事に誘ってほしいとメールするが、彼女のスマホに海王病院の堤直人から唯が手術する画像が送信されてくる。

### 第5話
哲也は結城鷹也から息子・勇気の肝不全の手術を依頼される。しかし結城は息子を病院に連れて行かず、カルテも持たないなど不審な点が多く、哲也は彼を怪しむ。すると結城は哲也と唯が寝泊まりするワゴン車に現れ、自分が元「め組」のメンバーと明かし、手術の見返りに「め組」の情報提供を申し出る。唯たちは結城のマンションで勇気を検査し、門脈大静脈シャントが原因で毒素を含む血液が全身に行きわたり肺高血圧症と心不全を発症していたと確認する。結城は手術中、「ディープステート（闇の組織）が世界を牛耳っている」と陰謀論を展開する「め様」を妄信する集団「め組」のメンバー・白石千尋が、息子の勇気を病院に連れて行かない様子を異常に感じ洗脳が解け、彼女の代わりに勇気の手術を「め組」と関わることで知ったDr.チョコレートに依頼したと明かす。唯は手術の過程で血管を破裂させた勇気をギルベルトがシルクのスカーフから作成した人工血管を移植して救うが、勇気と共に誘拐された少女として城南警察署の薮下穂乃花に保護される。その際、薮下はカンパニーの存在に気づきながら、なぜか彼らを見逃す。唯は自力で警察署から戻ってきたが、唯を危険に晒したと考える哲也は渚を呼び出し、帰国は間違いだったかと相談すると、渚は哲也の間違いは唯をDr.チョコレートとして闇医者にしたことだと指摘する。

### 第6話
哲也は渚のDr.チョコレートの正体が唯とする記事を、中途半端な取材で記事にされては困ると一蹴する。哲也と渚は洗脳が解けた白石千尋に接触し、セミナーで会った人気俳優の西崎竜人が、め様に一度会っている情報を入手する。哲也はめ様の情報を聞き出すべく、西崎の運転するバイクを尾行し、女優の葉山えりかとの密会デートに出くわすが、西崎が霧深い湖畔脇の道路で単独事故を起こし、えりかは意識不明となる。哲也は西崎にえりかの救命を申し出、見返りにめ様に関する情報提供を求める。情報提供を誓った西崎自身も脳内出血を起こし意識を失うなか、カンパニーが駆けつけ、えりかと西崎を同時に救命する状況に迫られる。唯は哲也にえりかの執刀を指示するが、過去のトラウマで哲也が手を止めたため、当初のプランを変更し、西崎の脳内の止血処置を終わらせ、えりかの処置も執り行う。哲也はその一部始終を、仕掛けられた盗聴器で渚に聞かれてしまう。術後、回復した西崎から、名前は判らないが、め様は警察手帳を見せ、邪悪な組織から世界を守ると語ったと哲也は教えられる。そのころ、城南警察署では刑事の与田太一が本庁の警察官僚・町野信也と武山義春に2年前の爆破事件の捜査資料が紛失したと報告し、薮下は、犯行が隠し通せなくなってきたと、沢入と堤に連絡する。

### 第7話
哲也はECサイト「DOUZO」の経営者皆川誠二から、立て込む仕事の区切りが良いタイミングでバッドキアリ症候群を手術して欲しいと依頼される。アニメーターで徹夜仕事のあるギルベルトは難色を示すが放置され、唯の悩みには他のメンバーが相談に乗ったことで自分は「ぼっちだ」と思い悩む。アニメの話が通じないカンパニーへの不満を日ごろからポッドキャストで愚痴るギルベルトに沢入は接触を図り、め組の活動を説明された上、唯の両親を殺害した誤解を解く謝罪をするので、居場所を教えて欲しいと頼む。アニメの話も通じ、妹を思い出させ愛情が芽生えたと言う沢入に、ギルベルトは、唯は社会科見学で「DOUZO」の配送センターにいるはずだと漏らすが、不審に思い彼を追跡すると、密造した爆発装置を積んだワゴン車で出かけたのを目撃し、唯の命が狙われていると察知する。そのころ唯は配送センターで吐血した皆川をまさに手術中で、今逃げ出すことはできないとギルベルトから連絡を受けた哲也に告げる。哲也は沢入を探し出し、彼から爆発装置の起爆スイッチを取り上げ、手術にギルベルトも駆けつけて、皆川は無事命を救われる。術後、「ぼっち」と思い悩んでいたと唯に明かされたギルベルトは、メンバーから本名を明かされ、お勧めのアニメを質問されたことで、自分は「ぼっち」でなかったと涙ぐみ喜ぶ。すると哲也の元に、「DOUZO」の配送センターで爆発があり、堤が負傷したと北澤から連絡が入る。

### 第8話
哲也は堤を救うため手術の依頼人となる。カンパニーがめ組の存在とテロ行為を知ると、お笑いは堤を救えないとアジトを去る。唯は手術の準備を指示しお笑いを追いかけ、彼が無差別殺傷犯に襲われ、笑えなくなった恋人の山田澪を救うために芸人になった過去を明かされる。カンパニーは警察にばれぬよう堤を手術するのにアジトの遊園地 Castle Parkに搬送するが、薮下がそれを察知し町野に報告、沢入は堤の殺害を命じられる。アジトには唯に伴われ渚も駆けつけており、哲也の全てを知るために現れたと告白する。哲也は2年前にシンガポールで重傷を負った少女を助けるため手術をしたが、失敗したトラウマから手が震えて手術ができなくなったことを渚に打ち明ける。アジトに沢入が現れるが、哲也からめ組の方が世の中を悪くしていると説得され、哲也に呼ばれ百瀬組が駆けつけたことから、彼は姿を消す。堤はバイパス手術で頸動脈に突き刺さった金属片を唯とお笑いによって取り除かれ命を救われると、爆破事故に沢入を手引きをしたことを認める。堤をめ組の追手から逃すため依田に引き渡す際、哲也は渚に君の全てを知りたいと告白する。お笑いは唯と共に澪を訪ね、彼女の笑顔を取り戻すが、カンパニーのメンバーはめ組との関わりを恐れ、解散を決める。また、記事にしないと言っていたはずの渚にDr.チョコレートの正体が10歳の少女であると報じられたため、哲也は北澤夫妻に唯を預け、二人は離れ離れになる。

### 第9話
Dr.チョコレートの正体は渚の同僚記者久原によって暴かれていた。事態を重く見た警察は、組織をあげてカンパニーの行方を探し始める。そんな中、唯は足湯からステージ2の子宮頸がんを患う妊婦岡田英玲奈の手術を依頼される。解散したばかりのカンパニーは、警察の捜査を心配し、赤の他人を助けようとする足湯を怪しむが、最終的に手術を引き受ける。そのころ、哲也は町野とアジトで対峙し、唯の両親を殺した黒幕か追及する。町野は、爆発事故後に行方不明になっため様に成り代わり、め組の信奉者にディープステートのメンバーの暗殺を命じていたと明かす。妹の交通事故死をきっかけに暗殺に加担していた沢入は、町野の話に動揺する。哲也は本物のめ様の情報収集を始め、唯の母親である寺島葵が研究していたサーチュイン遺伝子が人類を滅ぼすと警告したのが活動の起源と知る。カンパニーは足湯が夫と幼い息子・怜央を海難事故で失っていた過去を唯に教えられ、彼女が妊婦を救おうとした真意を知る。唯は妊婦と胎児を救った後、足湯に家族を失っても悲しみと共に生きていかなければならないと言葉をかける。沢入はギルベルトに警察に出頭すると伝え、め様の名前が記されたタトゥーショップの顧客リストを託す。一方、哲也と渚は葵が所属していた東日本遺伝子研究所で、北澤睦美がリストラされていた過去を知る。

### 最終話
唯の危険を感じ、哲也と渚は軽井沢の睦美を探し当てる。睦美は自分がめ様の正体と認め包丁で自殺を試みるが、両親を殺害された唯に説明する義務があると激高する哲也に止められ、彼女は過去を明かし始める。睦美は唯の母である葵とは大学時代からの友人であったが、共に働いていた遺伝子研究所からリストラされると、研究所に残った葵の成功に嫉妬し「めをさませ」のアカウントで葵の研究は捏造で、ディープステートによる危険なものだと陰謀論を吹聴する。すると睦美は妄信するネットユーザーからいつしか「め様」と崇拝され、陰謀論に傾倒する信奉者グループ「め組」が生まれる。ある日、「サーチュイン遺伝子の研究者はいなくなればいいか」とブログに質問され適当に答えると、唯の両親が爆破事故に見せかけて殺される。恐ろしくなりブログを閉鎖した睦美であったが、いつしか別のめ様（町野）が現れ、ディープステートと見なされる人々が暗殺されていると知る。そのため、睦美は贖罪に唯を守ろうと彼女を引き取ったのだ。一通り話し終えた睦美は再び自殺を試みるが、それを止めに入った唯に包丁が刺さり負傷させる。その時、万が一を考え緊急出動を要請していたカンパニーが駆けつけ、唯やカンパニーから最後の手術するように鼓舞された哲也は唯の緊急手術に臨む。そして彼は過去のトラウマを克服し包丁を取り除き、大切な唯の命を救う。沢入の自首により、め組の薮下と堤が逮捕され、一連の事件は終わりを告げる。唯の両親の死の真相が明らかになると、カンパニーは解散し、メンバーたちはそれぞれ新たな人生を歩みだす。唯と哲也は韓国ドラマ『愛の手錠』の舞台となったガーナ共和国に渡航し、現地で貧しい人たちにチョコレートを報酬に医療を施すようになる。連絡を受けた渚が哲也と唯の元に駆けつけると、哲也はチョコレートをほおばりながら、唯と渚を笑顔で抱擁するのであった。

## キャスト

### 主要人物
Teacher / 野田哲也（のだ てつや）〈29〉
演 - 坂口健太郎
本作の主人公。利き腕の右腕を失った義手の元医者。
右腕は2年前の爆破事件で大火傷を負い、感染症の危険があったため、シミュレーションで手術の練習を重ねていた唯に切断されている。
Dr.チョコレート / 寺島唯（てらしま ゆい）〈10〉
演 - 白山乃愛（5歳時：京野杏奈）
本作のヒロイン。10歳の天才外科医。2年前の爆破事件によって両親を失っている。
「命は一つ 誰にも平等にね」「年齢なんてただの数字」が口癖。
奥泉渚（おくずみ なぎさ）〈28〉
演 - 西野七瀬
Dr.チョコレートの正体を追う大手新聞社「東都新聞」社会部のエース記者。
取材を通して出会った哲也に恋心を拗らせるようになる。
カンパニー解散後、2年前の爆破事故に偽装した唯の両親殺害の真相、め組についての報道で評価され、社長賞を受賞する。

### チョコレートカンパニー
Teacherのスカウトで集められた超優秀な医療スペシャリスト集団。唯にニックネームを付けられる。
遊園地 Castle Parkに秘密のアジトを構える。
ギルベルト / 銀原明日香（ぎんばら あすか）〈22〉
演 - 葵わかな
臨床工学技士。本業は低賃金のアニメーター。手先が器用で、手術に必要な道具を即興で製作することができるが、他人を信じず本心を見せない。
「ギルベルト」はアニメの推しキャラの名前で、ものごとをアニメに例えて話すため、周囲のアニメに疎い人間から共感を得られず「ぼっち」状態。
その不満をポッドキャスト「ぐちってnight」で配信しており、そのサイトに沢入からめ組の陰謀論の解説サイトを案内するDMが届く。
沢入と会うことになりアニメの話題が通じる彼に懐柔されかけるが、自分と初対面のフリをして計画的に接触していたことに気付き、唯の所在を明かしたことを後悔する。
「ぼっち」を心配した唯がカンパニーのメンバーに頼んで、本名を互いに公表しあい、アニメの話題を教えて欲しいと言われたことで「ぼっち」でなかったと知り泣いて喜ぶ。
カンパニー解散後は、アジトだった遊園地の広報企画室に転職し、アジトの跡地を仕事場にアニメーター時代の技量を活かしている。
足湯 / 阿達みずほ（あだち みずほ）〈41〉
演 - 鈴木紗理奈
オペ看護師。若くして結婚した団地主婦で一児の母。洗面器にお湯を張り「足湯」につかるのが好き。
空間認識能力に長け、執刀を指示する瞬間記憶ができる。
将来の子供の学費と住宅ローンのため報酬は貯金していると言うが、実際は哲也は周囲には伏せていたが夫と息子を海難事故で失くしており、抜群の記憶力ゆえに夫と息子の死を鮮明な記憶のまま忘れることが出来ず、人知れず苦しんでいた。しかし唯から、家族が亡くなったことは悲しくて当たり前だから忘れる必要はないと言葉をかけられ、家族の死に向き合うことを決める。
カンパニー解散後は、海王病院にオペ看護師として勤務している。
お笑い / 落合瞬（おちあい しゅん）〈24〉
演 - 前田旺志郎
放射線技師。普段は全然売れてない若手お笑いコンビ「レントゲン」の息止めて（芸名）。
ハッカーになれるほどのプログラミング能力で検査画像のソフトウェアの設定をいじり、本来なら発見できない異常を見つけ出す。
恋人の山田澪が殺傷事件の容疑者に襲われ負傷し、それ以来笑えなくなったことから、彼女に笑顔を取り戻すためにお笑い芸人となった。
カンパニー解散後は、彼女の澪と同棲するようになり、仕事を芸人一本に絞り、お笑いショーレースで準々決勝に進出している。
出川 / デイビット幸太郎（デイビット こうたろう）〈35〉
演 - 古川雄大
臨床検査技師。イケメン。空き時間をボランティア活動に充て、お金への執着もない「いい人」。
唯の両親を殺害した沢入と同じ二重螺旋のタトゥーのシールを右前腕の内側に貼っていた。
行方不明になった「オンチャン」と呼ぶタトゥーだらけのホームレスの兄がおり、彼を探すためにボランティア活動をしている。
表情分析で相手が嘘をついているか見破ることができる。
カンパニー解散後は、兄と共にホームレスを支援する団体を立ち上げている。
残高 / 座間味和直（ざまみ かずなお）〈50〉
演 - 小澤征悦
麻酔科医。ギャンブル狂い。ギャンブルの借金が原因で離婚した元妻と娘がいる。青森出身。
カンパニー解散後は、海王病院に麻酔医として勤務している。
うなぎ / 宇野静香（うの しずか）〈52〉
演 - 斉藤由貴
オペ看護師のチーフ。カンパニーのまとめ役。ホスト遊びが趣味で、うなぎが大好物。
もともと大病院「御殿会病院」で活躍していた優秀なオペ看護師だったが、医療ミスを報告したため解雇された過去を持つ。
カンパニー解散後は、医師免許獲得に向け医大受験のため、受験勉強に励んでいる。

### 城南警察署
Dr.チョコレートと何かと関わる刑事たち。
与田太一〈46〉
演 - 平子祐希（アルコ&ピース）
おしゃべり好きでクセが強く、周りから煙たがられることも多い刑事。渚と密会している。
2年前、Teacherの腕と唯の両親を奪った爆破事件を担当している。
薮下穂乃花〈28〉
演 - 石川恋
与田の部下でとても優秀な刑事。
右前腕の内側に二重螺旋のタトゥーを入れており、2年前、警察署内で唯を襲っている。　
「めをさませ」のブログに書かれた陰謀論に傾倒し、め様や、め様に成り代わっていた町野の言われるがままにディープステートと見なす人物の暗殺に暗躍していた。
鳴沢翔〈25〉
演 - 青木瞭
やる気には満ちあふれているが空回りしがちな若手刑事。

### 寺島家
2年前、爆破事故に偽装されて殺害された唯の両親。
寺島光一〈45〉
演 - 山本耕史
唯の父親。天才的な技術を持つ心臓外科医でTeacherの指導医。
幼いころから医学に興味を示した唯に医学の知識を教え、ご褒美にチョコレートを与えていた。
海王病院の医局長に就任後、自宅でのハロウィーンパーティーでの爆破事故に巻き込まれ、命を落とす。
寺島葵〈41〉
演 - 安達祐実
唯の母親。寿命を司る「サーチュイン遺伝子」の研究を行う研究者。
穏やかでおっとりした優しい人物だが、研究に情熱を注ぐ強く聡明な女性。
夫・光一とともに自宅でのハロウィンパーティーでの爆破事故に巻き込まれ命を落とす。

### 海王病院の関係者
北澤司郎〈47〉
演 - 眞島秀和（第3話 - 第5話・第7話 - 最終話）
海王病院の医局長。唯の父・光一の同期医師。アンディの主治医。
自身の見落としですい臓がんを進行させてしまった患者・橋爪政孝の手術を「サダハル・アオキ・パリ」のボンボンチョコレートを準備してDr.チョコレートに依頼する。
光一の医局長就任を妬み、一度海王病院を去った後、光一の死後に医局長に就任しており、哲也に唯の両親殺害の黒幕と睨まれる。しかし自分が病院を抜けて光一が多忙で疲れ、ガス漏れに気付かずに爆破事故に巻き込まれたと悔いており、その様子を見た唯に責任はないと言葉をかけられる。
糖尿病を患っていることを唯に言い当てられ、ストレス状態で治療薬を服用すると低血糖で意識が薄れ、ミスが増えて悪循環だと指摘されたことから、ストレスのない生活を送るため、橋爪へ医療ミスを正直に謝罪し、責任を取って海王病院を辞職する。
北澤睦美〈43〉
演 - 香椎由宇（第3話 - 第5話・第7話 - 最終話）
司郎の妻。唯の母・葵の友人。光一が亡くなってから、司郎は人が変わったように仕事人間に変わってしまったと哲也に明かす。
司郎が病院を辞めたことから軽井沢への移住を決意し、そこで唯を預かり一緒に暮らすことを哲也に提案する。
唯の母である葵とは大学時代からの親友であったが、共に働いていた東日本遺伝子研究所をリストラに遭い、研究所に残った葵がサーチュイン遺伝子の研究で成果を出したことに嫉妬し、腹いせに「めをさませ」というアカウントでサーチュイン遺伝子は捏造で、研究所で行われていることはディープステートが人類を選別するための邪悪で危険な研究であると陰謀論を吹聴したことが切っ掛けで、陰謀論を妄信する信奉者たちが唯の両親を殺害し、別のめ様が現れたことで恐ろしくなり、正体を隠していたが、贖罪に唯だけでも引き取ろうと考えるようになった。
すべての経緯を唯と哲也に語り、包丁で自殺しようとしたところを唯に制止され、誤って彼女の腹部に包丁を刺して負傷させる。
堤直人〈29〉
演 - 佐野弘樹（第4話 - 最終話）
北澤司郎の元で働く外科医。野田哲也の研修医時代の同期。哲也が北澤に近づくために、彼からDr.チョコレートの電話番号を渡される。
首筋に二重螺旋のタトゥーを入れており、Dr.チョコレートの正体が唯である映像を沢入にオンラインチャットで報告する。
「DOUZO」の配送センターの爆発に巻き込まれ、頸動脈に金属片が刺さる重傷を負うが、哲也が依頼人となりチョコレートカンパニーの手術により生還する。
「めをさませ」のブログに書かれた陰謀論に傾倒し、2年前の爆発事件の際、め様の指示に従い唯の家で行われたハロウィンパーティーに沢入を招き入れていた。

### 爆破事故の関係者
タトゥー男 / 沢入徹〈28〉
演 - 福山翔大
「め組」。2年前、爆破事故に偽装して唯の両親を殺害した男。右前腕の内側に二重螺旋のタトゥーを入れている。舌を鳴らす癖がある。
百瀬組の元組員で唯の両親を殺害したことから、三代目組長に組を破門される。登戸龍男を自殺に偽装し殺害する。
百瀬組を襲撃後、百瀬組と共に警察に逮捕されるが、十分な取り調べを受けず直ぐに釈放され、百瀬組から「め組」のメンバーが記されたタトゥーショップの顧客リストを奪い去る。
妹の交通事故死を契機に、め様に傾倒するようになり、め様の言われるがままにディープステートのメンバーと指摘された人物たちを次々と暗殺していた。しかし、そのめ様が途中で管理官の町野に入れ替わっており、自身が善行と信じていた行為がただのテロ行為と知り衝撃をうける。
町野信也
演 - 戸次重幸（第6話 - 第9話）
警視庁の管理官。警察に連行された沢入の釈放を命じており、重傷を負った同じ「め組」の堤を、口封じのために殺害するよう沢入に命じる。
め組の行動力に感心し、2年前の唯の両親が殺害された爆破事故以降、め様が行方不明となりめ組の統率が取れなくなったことから、め様に成り代わり、め様のふりをして沢入にディープステートと見なす関係者の殺害を指示していた。

### 愛の手錠（사랑 의 수갑）
唯が視聴する劇中劇の韓国ドラマ。手錠で繋がれた殺人犯と女性刑事の恋愛が描かれている。
ジェスン
演 - ユン・ソンモ
俳優・パク・ミンジェが演じる殺人犯。
カンパニーが解散したころ、ソン・ユミと結婚する。
スヨン
演 - 南りほ
逮捕したジェスンと恋に落ちる俳優ソン・ユミが演じる女性刑事。
カンパニーが解散したころ、パク・ミンジェと結婚する。

### その他
久原
演 - 安藤理樹（第2話・第5話・第7話 - 最終話）
「東都新聞」社会部の渚の同僚記者。登戸龍彦が自殺した極秘情報を渚に教える。
かつて渚に恋愛相談をしたがフラれている。裏どりが出来ていないので記事にはできないと渚に釘を刺されていたが、ニュースバリューが高いことから編集長に相談し、渚の名前でDr.チョコレートが10歳の少女である記事を新聞に掲載してしまう。

### ゲスト

#### 第1話
登戸龍彦〈45〉
演 - 駿河太郎（第9話）
政治家秘書。ピエール・エルメのアソリュティマン・ド・ショコラを準備し、脳内出血で倒れた父・龍男の手術をDr.チョコレートに依頼する。
2年前に起きた唯の両親の命を奪った爆破事件に父が関わったことから、父の総裁選出馬を取りやめる連絡を党に伝える。
父が亡くなると行方不明となる。
登戸龍男〈63〉
演 - 長谷川公彦
龍彦の父。民自党総裁候補の衆議院議員。元文部科学大臣。脳内出血（脳幹部海綿状血管腫の破裂）で意識不明となる。
渚からの情報提供で唯の両親を殺害するよう指示した黒幕と教えられたため、唯に手術を途中放棄されそうになるが、哲也が光一なら助けていた筈と諭したことで無事手術が成功する。しかし、自宅で首吊り遺体で発見される。
大臣時代、め組から嫌がらせを受けている寺島葵から助けを求められていたが、放置していたところ、爆発事故が発生し彼女が亡くなったため、め組を捜査するよう警察に働きかけた晩に自殺に偽装され殺害された。
堀池淳一
演 - 佐藤裕
堀井戸病院の医師。登戸龍男の手術で手術室をチョコレートカンパニーに提供していたが、警察がかぎつけたので退散するよう伝える。
高柳
演 - 杉浦琴乃
SKY STREET AIRLINESのキャビンアテンダント。意識を失った機長を治療する医師がいないか乗客にドクターコールを呼びかける。
機長
演 - ドンジョンソン
SKY STREET AIRLINESの機長。ナッツを食べ、シンガポール発-羽田行きの旅客機を操縦中にアナフィラキシーショックで気道閉塞を起こす。
しかし唯にワインオープナーと酸素マスクで気道を確保され、一命を取り留める。
中島
演 - 中江翼
SKY STREET AIRLINESの副操縦士。機長がナッツを食べていたと唯に伝える。
絵麻、美琴
演 - 小吹奈合緒（ - 第4話・第6話・第7話）、渋谷南那（ - 第4話・第6話・第7話）
公園で唯と遊んだ女の子たち。翌日に遊園地へ遊びに行こうと唯を誘う。
後に唯が城南第三小学校に転入したことで、彼女のクラスメイトとなる。
息はいて
演 - 葵揚（第3話・第8話 - 最終話）
お笑いコンビ「レントゲン」の息止めて（お笑い）の相方。芸人よりもプログラマーのほうが向いていると息止めて（お笑い）に告げる。
ホスト
演 - 近藤雄介（第1話・第4話）、舩本愛斗（第1話・第4話）
うなぎの相手をするホストクラブ「TOP DANDY」のホスト。
レイコ
演 - 伊藤真奈美
出川がボランティアする炊き出しに並ぶ女性。
女性
演 - 里佳津乃、ほのら
登戸龍男が脳内出血で倒れたホテルに居合わせた女性たち。

#### 第2話
百瀬杏樹
演 - 恒松祐里（第3話回想・第8話）
百瀬組四代目組長。ダンデライオン・チョコレートを準備し、周囲の血管を巻き込んだ右副腎腫瘍の手術をDr.チョコレートに依頼する。
遊園地 Castle Parkのアジトで堤の手術を行うカンパニーを襲撃しようとした沢入からカンパニーを守るため、哲也から連絡を受け組員を連れて駆けつける。
長谷川豪
演 - 山口祥行（第3話・第8話）
百瀬組の幹部。杏樹の手術に1億円を準備する。
警察に捕まり事務所に不在時に、沢入のことを調べるためタトゥーショップから取り上げた顧客リストを沢入に奪い去られる。
堤の手術を行うカンパニーを襲撃しようとした沢入からカンパニーを守るため、遊園地 Castle Parkのアジトに駆け付ける。
組員
演 - 来栖聖樹（第8話）、初鹿史弥（第8話）、原田佳佑（第8話）、市川博樹（第8話）
百瀬組の組員。沢入からカンパニーを守るため、遊園地 Castle Parkのアジトに駆け付ける。
百瀬博蔵
演 - 織田光
杏樹の父。百瀬組三代目組長。唯の両親を殺害した沢入を組から破門するが、逆上した彼に銃殺される。
経営者
演 - 大原千里
ゴディバのチョコレートを準備し、Dr.チョコレートの手術を受けた大企業の経営者。
幹部
演 - 内藤典彦
哲也をDr.チョコレートと思い込んで、彼に経営者の手術が成功したことを感謝する。
アナウンサー
演 - 中野謙吾（日本テレビアナウンサー）
登戸龍男が自宅で死亡し、息子の龍彦が行方不明であるニュースを伝える。

#### 第3話
WORLD CLASS
人気ボーイズグループ。本業は声優だが、声優としては全く売れていない。
アンディ〈21〉
演 - HARUA（&TEAM）
「WORLD CLASS」のメンバー。本名は高山翔真（たかやま しょうま）。埼玉県出身。一人っ子。
以前から患っていた脳腫瘍とこれに伴う水頭症による片頭痛で体調不良になりオピオイドを服用しようとするが、テレビ局のトイレで突如倒れ意識不明となってしまう。
テレビ局で唯から水頭症ドレナージ手術で脳を圧迫していた髄液の量を調整され、一命を取り留める。
ボビー、ルイス、カーティス
演 - YUMA（&TEAM）、TAKI（&TEAM）、MAKI（&TEAM）
「WORLD CLASS」のメンバー。武道館ライブは社長の夢で、自分たちの夢ではないとアンディに訴える。
香織
演 - 霧島れいか（第5話）
残高の元妻。タレントの娘・一花のマネージャー。テレビ局で再会した残高に養育費を支払うよう釘を刺す。
一花〈16〉
演 - 外原寧々（第5話）（幼少期：多賀優月）
残高の娘。元子役のタレント。残高のことを父親と覚えていないそぶりを見せ、他人行儀に接する。しかし、実際は父との突然の再会に戸惑い、他人行儀に接しただけで、残高のことを覚えていた。
岩城努
演 - 大河内浩
「WORLD CLASS」の所属事務所の社長。武道館ライブ実現のために今は声優業を休ませ、「WORLD CLASS」をアイドル活動に専念させる。
アンディの脳に腫瘍があることを知りながら、彼を働かせていたが、アンディが自分の夢を実現させようとその身を犠牲にして頑張ってくれたことを知り、武道館ライブは中止し、治療に専念させることを決める。アンディを救ったお礼に、I'm donut?のチョコドーナツを届ける。
刑事
演 - 水野直
唯を医師法違反で逮捕する夢に出てくる。
プロデューサー
演 - 白畑真逸
アンディの救命に尽力していた様子をテレビ局内で目撃し、情報番組のリポーターの仕事をお笑いにオファーする。
菅原
演 - 阿目虎南（第5話）
タトゥーショップ「DIV TRIBAL」の彫師。沢入のタトゥーを調べに現れた哲也と渚に、「め組」のリーダーがDNAの二重螺旋のタトゥーを彫っているので、同じタトゥーを彫って欲しいと複数名の客が訪れ、百瀬組にその客たちの名前が記された顧客リストを取り上げられたと答える。
スタッフ
演 - オジンオズボーン篠宮暁
「WORLD CLASS」が出演予定の音楽番組のスタッフ。
清田
演 - 阿南敦子（第4話・第7話）
城南第三小学校の教師。5年2組の唯のクラス担任。

#### 第4話
横山有子
演 - 街田しおん
「御殿会病院」の新院長。看護師だったうなぎに復帰を打診するが、引き戻して医療ミスによる女性患者の死亡を口外しないよう機密の誓約書を結ばせるためであった。 しかし、うなぎから誓約書へのサインを拒まれ、渚によって医療ミスの件を記事にされる。
医療ミスの被害者家族
演 - 武本健嗣、このか
「御殿会病院」の医療ミスにより亡くなった30代女性と、残された夫と女児。
橋爪政孝〈68〉
演 - 宇納佑
「橋爪ホールディングス」の会長。「海王病院」の大口スポンサー。9か月前の虫垂炎の手術の際、北澤の見落としにより、すい臓がんを進行させてしまう。
唯による手術予定日の前日に容体を悪化させ、上腸間膜動脈に腫瘍が絡みつき腸が壊死して亡くなる危険性があることから緊急手術が必要となるが、手術室へ移動中エレベーターに閉じ込められたため、その場で手術が行われ命を救われる。
女性
演 - 吉田幸矢
夫が「海王病院」で北澤による手術で救済された女性。

#### 第5話
結城鷹也
演 - 今井翼（第9話）
依頼人。哲也に息子・結城勇気の肝不全の手術を依頼するが、カルテを持たず、親が苗字と同じ読みになる名前を子供につけることを怪しまれる。哲也たちが寝泊まりするワゴン車に現れ、首元の二重螺旋のタトゥーを見せ、元「め組」のメンバーと明かし、手術の報酬に「め組」の情報提供を申し出る。
「め組」の活動に没頭し、勇気が体調を崩しても病院に連れて行かない千尋の様子を見て「め組」の洗脳から覚め、彼女の元から勇気を連れ出し、彼の父親を名乗りDr.チョコレートに手術を依頼していた。
勇気の手術代を捻出させようと千尋に身代金を要求し、警察が自宅アパートに現れると、最後まで手術で残っていた唯を、勇気を誘拐するのを目撃されたので、仕方なく一緒に連れてきたとごまかす。
勇気が誘拐犯でないと必死に訴えてくれたため、嫌疑が晴れ釈放されている。
白石千尋
演 - 田中道子（第6話・第9話）
シングルマザー。勇気の母親。「め組」の信奉者で、うなじに二重螺旋のタトゥーを入れており、セミナーを通して結城と出会う。「め組」がディープステート（闇の組織）に病院が牛耳られていると言ったことから、体調を崩した勇気を病院に連れて行こうとしなかった。
勇気の手術代の足しにしようと結城から身代金を要求されたため、勇気が誘拐されたと考え、「め組」の活動に没頭していたことから目を覚ます。
哲也と渚からの問いかけに、め様がディープステートと指摘する人物たちを沢入が殺害し、西崎竜人がめ様に会ったことがあるめ組のメンバーであると教える。
その後、め様が町野に入れ替わっていたことを知った哲也の訪問を受け、陰謀論のホームページ以前に、2年前にめ様がブログを公開していた情報を教える。
白石勇気
演 - 佐藤遙灯（第6話・第9話）
千尋の息子。肝不全と思われたが、検査の結果、門脈大静脈シャントで血液が肝臓ではなく直接心臓を経由し、毒素を含んだ血液が全身に行きわたった結果、肺高血圧症と心不全を発症していた。唯により大静脈シャントを閉塞され、肝臓に血液が向かうように処置されるが、急激に肝臓への血流量が増えたため血管を破裂させバイタルを悪化させる。破裂した血管をカバーするため、うなぎのシルクのスカーフからギルベルトが人工血管を急ごしらえで作成し、移植されたことで一命を取りとめる。
結城が警察に逮捕されると、彼は誘拐犯でなく、自分のことを助けてくれた人だと訴える。
自動車の運転手
演 - 高木トモユキ
警察の追手が迫る唯の元へ急ぐ哲也を、車ではねてしまう。
店員
演 - 二色薫子
残高がパンケーキを注文したファミレスの店員。

#### 第6話
西崎竜人
演 - 井上想良
俳優。白石千尋からめ様と会ったことのあるめ組のメンバーと教えられ、哲也が尾行している際、靄のかかった道で葉山えりかと同乗するバイクで単独事故を起こし頭蓋底骨折の傷を負う。事故のショックで意識を失う前、密会デートが世間にばれることを恐れ、哲也が申し出たDr.チョコレートによる、えりかの救命手術と、め様の情報提供を約束する。唯により頸動脈を遮断され出血を止める処置が施され、到着した救急車で病院へ搬送され一命を取り留め、「ベルアメール京都別邸」の「瑞穂の雫」が唯に届けられる。
回復後、め様とはセミナーで一度会い、名前は分からないが警察手帳を見せられ、邪悪な組織から世界を守ると語っていたことを哲也に教える。
葉山えりか
演 - 青島心
女優。西崎の交際相手。西崎との密会デートで、彼の運転するバイクに同乗しツーリングしていた際、バイクの単独事故に遭い、急性硬膜下血腫の傷を負う。重症の西崎の手術を唯が担当するため、唯に指示され哲也が手術することになるが、過去のトラウマから哲也の手が止まってしまい、結局は唯が処置することになる。
唯が処置を施した後、救急車で病院へ搬送され一命を取り留め、これまで隠してきた西崎との交際を公表し、結婚を発表する。
オンチャン
演 - 阿部進之介（最終話）
出川の兄。世界中を放浪して気ままな生活を送っており、一時期日本で事業を起こすが失敗して失踪してしまう。父が亡くなっても葬儀に表れなかったことから出川の怒りを買っていた。
唯たちの調査でホームレスとして野宿していた場所を発見され、出川と再会し、和解を果たす。
武山義春
演 - 阪田マサノブ（第7話・第9話・最終話）
警視庁・参事官。Dr.チョコレートの正体が10歳の少女と新聞報道され、事態を重く見て組織を上げて行方を捜すよう指示を出すが、与田がとぼけたふりをしながらカンパニーの6人をまもっていることから、捕まえられないでいる。

#### 第7話
皆川誠二
演 - 片桐仁
実業家。ショッピングサイト「DOUZO」の経営者。元ピン芸人の「どうぞ皆川」で、お笑いの元事務所先輩。ファングッズを売るために立ち上げたECサイトがアパレルで成功する。
バッドキアリ症候群を患い、哲也に手術を依頼するが、立て込む仕事の区切りが良いタイミングでの手術を希望する。しかし唯が学校の社会科見学で「DOUZO」を訪れた際、食道静脈瘤を破裂させ吐血したことから、「DOUZO」の彼の執務室で緊急手術が行われることになる。ギルベルトに接触した沢入が唯の所在を聞き出し、「DOUZO」で社会科見学中の唯を狙い時限爆弾が仕掛けられた状況での手術となるが、爆発前に無事手術が終了する。術後、「アルマーニ /ドルチェ」の「プラリネ」が報酬として送られてくる。
海斗
演 - 及川欽之典
唯のクラスメイトの絵麻と美琴が好きな、クラスで一番人気の男の子。
秘書
演 - わちみなみ
「DOUZO」の皆川の秘書。チョコレートカンパニーを皆川の執務室に案内する。

#### 第8話
山田澪
演 - 畑芽育
お笑いの恋人。高校の卒業式を前に、雛森公園で海原直人に襲われ負傷し、それ以来、事件のショックで笑うことができなくなる。
お笑いを見るたびに事件を思い出し怖くなって笑えないと告げるが、実際はテレビ出演するお笑いのことを見ており、自分を笑わせようと変顔をするお笑いを見て「生でも笑えない」と明かし、必死に笑わせようとする様子に笑顔を取り戻す。
海原直人〈29〉
演 - 山田慎覇
雛森公園無差別殺傷事件の容疑者。刑事責任能力があるか精神鑑定が行われる。
警備員
演 - 大滝明利
遊園地 Castle Parkの警備員。チョコレートカンパニーの正体を知っており、堤を手術のためアジトに搬送したカンパニーのメンバーを園内に入構させる。
資産家の娘〈8〉
演 - レイラニ（第6話）
2年前、シンガポールで車に轢かれ重傷を負った現地の女児。唯が不在で哲也が執刀するが血管を傷つけ医療事故で殺害してしまったと思われたが、戻って来た唯が手術し一命を取り留める。
実は資産家の娘で、哲也と唯は彼女の親から謝礼で日本円で1億円の礼金を渡され、Dr.チョコレートとしての初めての報酬となる。
アナウンサー
演 - 杉野真実（第7話 声の出演）
「DOUZO」の配送センターで爆発が起こり、多くの負傷者が出たニュースを伝える。

#### 第9話
岡田英玲奈
演 - 天野はな
妊娠28週の妊婦。妊娠21週でステージ2の子宮頸がんと診断され、がんの治療には子供を諦めるように告げられる。3日前に海岸で苦しんでいるところを足湯と出会い、彼女からDr.チョコレートを紹介される。
岡田清人
演 - 渋谷謙人
英玲奈の夫。
沢入の妹
演 - 鈴木結和
2年以上前、車で轢き殺されており、沢入は犯人を殺してもいいかとめ様のブログで質問し、轢き殺した犯人だった国の役人だけでなく、国を牛耳っているディープステートを根絶やしにしなければならないと回答され、め様の命令で人を殺害するようになる。
阿達、阿達怜央
演 - 髙橋洋、斉藤拓弥
銀行員の足湯の夫と、彼女の息子。台風が上陸する日に海に出かけ、溺死する。
助産師
演 - ふるかわいずみ
足湯の出産で彼女の息子の怜央を取り上げる。
葬儀屋
演 - 米村拓彰
足湯の夫と息子が溺死のため遺体を見ないほうが良いと、足湯に伝える。
三田啓介
演 - 松原正隆
東日本遺伝子研究所の研究員。唯の母親である寺島葵の元同僚。
渚と哲也の訪問を受け、10年ほど前、研究所で働いていた北澤睦美がリストラされたことを明かす。
レントゲンのファンたち
演 - あいだあい、志武明日香、鈴木由葵
仕事を終えたお笑いの芸人コンビ「レントゲン」にプレゼントを渡すため、押しかける。
アナウンサー
演 - 中島芽生（日本テレビアナウンサー）
台風が沖縄に接近しているニュースを伝える。

## スタッフ
- 企画・原案 - 秋元康[1]
- 脚本 - 渡辺雄介[1]
- 音楽 - 横山克[64]
- 主題歌 - &TEAM「Blind Love」（HYBE LABELS JAPAN）[65]
- 挿入歌 - NAQT VANE「Odd One Out」（avex trax）[66]
- 医療監修 - 新村核[67]
- 医療指導 - 山本昌督
- 看護指導 - 石田喜代美
- 警察監修 - 土井紀人
- 警察考証 - 小川己奈夫
- 法律監修 - 牛田宰
- アニメ監修 - 大平幸輝
- イラスト制作 - 藤田亜耶乃
- 医療造型 - 松井祐一
- 特殊造型 - 梅沢壮一
- 医療イラスト - ヤナギダマサミ
- VFX - 道木伸隆、豊直康
- アクションコーディネーター - 佐々木修平
- お笑い監修 - オジンオズボーン篠宮暁[68]
- ナレーター
  - 片岡愛之助（第1話 - 第4話・最終話）
  - 斉藤由貴（第4話）
  - 小澤征悦（第5話）
  - 古川雄大（第6話）
  - 葵わかな（第7話）
  - 前田旺志郎（第8話）
  - 鈴木紗理奈（第9話）
- 演出 - 佐久間紀佳[1]、南雲聖一[1]、宮下直之[1]、猪股隆一
- チーフプロデューサー - 田中宏史[1]
- プロデューサー - 藤森真実[1]、岩崎広樹[1]、本多繁勝[1]
- 制作協力 - AX-ON[1]
- 製作著作 - 日本テレビ

## 放送日程
| 各話                                                                        | 放送日  | サブタイトル                      | ラテ欄                                                               | 演出       | 視聴率 |
| --------------------------------------------------------------------------- | ------- | --------------------------------- | -------------------------------------------------------------------- | ---------- | ------ |
| 第1話                                                                       | 4月22日 | チョコレート・カンパニー集結!     | 謎の元医者と10歳の天才外科医が訳アリ患者の命を救う… 復讐物語開幕     | 佐久間紀佳 | 8.6%   |
| 第2話                                                                       | 4月29日 | オペと弾丸                        | 銃撃戦の中で10歳の天才少女が手術… 復讐を誓う事件の実行犯と直接対決   | 佐久間紀佳 | 7.3%   |
| 第3話                                                                       | 5月06日 | 人気アイドルを緊急オペ!           | アイドル倒れ… テレビ局で緊急手術決行!! 黒幕に迫るタトゥーの秘密と謎  | 宮下直之   | 5.7%   |
| 第4話                                                                       | 5月13日 | 絶体絶命! エレベーターで緊急オペ  | 急展開… 黒幕疑惑の医師が犯した医療ミス隠ぺいの依頼で… チームに亀裂   | 本多繁勝   | 5.9%   |
| 第5話                                                                       | 5月20日 | 依頼人は"め組"の一員で誘拐犯!?    | 依頼人は事件の黒幕を知る誘拐犯!? 唯に警察の捜査迫る… 絶体絶命の手術  | 佐久間紀佳 | 6.6%   |
| 第6話                                                                       | 5月27日 | ついにTeacherがメスを執る!        | 黒幕・め組の広告塔俳優が事故!! 義手のティーチャーが遂にメスを執る!!  | 南雲聖一   | 6.0%   |
| 第7話                                                                       | 6月03日 | Teacherと唯に「め組」の魔の手が!! | 黒幕め組は警察か!? 仲間の裏切りで爆破危機… 社会科見学中の唯 緊急オペ | 猪股隆一   | 6.5%   |
| 第8話                                                                       | 6月10日 | 引き裂かれるTeacherと唯           | 黒幕中の黒幕・め組め様発覚!! チーム解散 ティーチャーと唯に涙の別れ…  | 佐久間紀佳 | 6.8%   |
| 第9話                                                                       | 6月17日 | 黒幕・め様とついに直接対決!       | 最終章… 黒幕・め様と遂に直接対決!! 衝撃 新事実発覚で唯に命の危機迫る | 猪股隆一   | 6.7%   |
| 最終話                                                                      | 6月24日 | さよなら、Dr.チョコレート         | 完結編 〜事件解決のその先へ〜 唯を再び襲う悲劇… 起こる結末は幸せか   | 佐久間紀佳 | 7.2%   |
| 平均視聴率 6.7%（視聴率はビデオリサーチ調べ、関東地区・世帯・リアルタイム） |         |                                   |                                                                      |            |        |

## スピンオフドラマ
『新聞記者・奥泉渚と疑惑の女たち』のタイトルで、動画配信サービス「Hulu」にて、6月10日の第8話放送終了後から配信されている。主演は西野七瀬。全3話。

### キャスト（スピンオフドラマ）
- 奥泉渚 - 西野七瀬[72]
- 薮下穂乃花 - 石川恋[73]（#1・#3）
- カフェバーの店長 - やついいちろう（#1・#2）[74]
- 寺島唯 - 白山乃愛（#2）[75]
- 白石千尋 - 田中道子（#2）[75]
- 北澤睦美 - 香椎由宇（#2・#3）[75]
- 寺島光一 - 山本耕史（#2）[75]
- 寺島葵 - 安達祐実（#2）[75]
- 高木 - 平山祐介（#2・#3）[75]
- 久原 - 安藤理樹（#2・#3）[75]

### スタッフ（スピンオフドラマ）
- 企画・原案 - 秋元康[72]
- 脚本 - 渡辺雄介[72]
- 音楽 - 横山克
- 演出 - 宮下直之
- チーフプロデューサー - 田中宏史[76]
- プロデューサー - 藤森真実、岩崎広樹、本多繁勝
- 制作協力 - AX-ON[76]
- 制作著作 - 日本テレビ[76]

### 配信日程（スピンオフドラマ）
| 各話 | 配信日  | サブタイトル           |
| ---- | ------- | ---------------------- |
| #1   | 6月10日 | 【薮下穂乃花】という女 |
| #2   | 6月17日 | 【寺島唯】という女     |
| #3   | 6月24日 | 【北澤睦美】という女   |